# Santos José Alonso García
Santos José Alonso García conocido como Santos Alonso (Puertollano, 1943 -Puertollano., 13 de enero de 2016) fue un periodista, y Director provincial de Cadena Cope.

## Reseña biográfica
Periodista que desarrolló durante cuarenta años su carrera profesional en la Cadena Cope de Puertollano, comenzando como locutor en Radio Puertollano y acabando su trayectoria como director provincial, puesto que abandona por enfermedad tras una vida consagrada a sus grandes pasiones, la radio y Puertollano. 
Hijo del articulista del Diario Lanza, Manuel Alonso “Manolín de la Casa Grande”, continua con su legado destacando por el rigor y la seriedad, la defensa de la independencia informativa y la libertad de expresión, siendo considerado como un "maestro de generaciones de informadores" del periodismo provincial.

### El monumento al minero
Recordado por su vocación de servicio social a través de las ondas, fue el promotor de numerosas iniciativas solidarias, destacando la campaña para financiar la construcción del Monumento al Minero de Puertollano, mediante una colecta popular entre ciudadanos, instituciones y empresas de Puertollano, promovida desde los micrófonos de Cadena COPE

## Premios y reconocimientos
- Premio de la Comunicación (Primera Gala de la Cadena Ser de Ciudad Real, 2004)</ref>